# Лу Юй
Лу Юй (кит. трад. 陸羽, спр. 陆羽, піньїнь: Lù Yǔ; 733 —804) — китайський письменник часів династії Тан, автор класичної праці зі збирання та приготування чаю.

## Життєпис
Народився у 733 році у м. Тяньмені (сучасна провінція Хубей). Змалку осиротів. Навчався у даоському храмі. У 746 році Юй поступив учнем до гірничого майстра. За час навчання Лу Юй став цікавитися чаєм та травами, знаходив нові засоби заварювання. У 752 році переїздить до Цзінліня (сучасний Нанкін), де поступає на службу до впливового чиновника Лі Ціу. З часом затоваришував з місцевим літератором та державним службовцем Кюі Гоуфу. У 760 році перебирається до містечка Тяосі (теперішня провінція Чжецзян), де вів життя відлюдника. Він ще за життя став легендою. Помер у 804 році. Пізніше його вважали за бога чаю.

## Творчість
Основний твір Лу Юя «Чайний канон» складався з 3 книг, які охоплювали 10 глав. Ще за життя Лу Юя цей твір став класикою. У сучасному Китаї трактат зберіг цей статус. У «Каноні» чай виступає не просто напоєм, але об'єктом духовної практики. Сам автор попереджає, що «якщо довго пити чай, стаєш окриленим». «Чайний канон» сповнений химерних історій про суворих даоських пустельників з Кіноварного пагорбу, чаклунок, що літають на судинах з чаєм, демонів і духів. При цьому вказівки Лу Юя як майстра чайної церемонії ясні й точні: при виготовленні фільтра для води «сплітають зелений бамбук, щоб обернути мідний каркас, відрізають бірюзово—зелений шовк, щоб обшити його». Вода, вогонь, порцеляна, час збору чайного листя — для всього Лу Юй знаходить дуже точні епітети. Ієрогліф 茶 (chá — «ча») вперше був зафіксований в чайному трактаті Лу Юя в своєму нинішньому значенні.